# Satnio
Nella mitologia greca, Satnio era un giovane semidio troiano, figlio di Enope, il quale prese parte alla guerra di Troia per combattere gli Achei. Il conflitto ebbe origine dal rapimento di Elena, regina spartana, figlia di Zeus, da parte del principe troiano Paride; Menelao, re di Sparta e marito della giovane, infatti, si vendicò di tale oltraggio riunendo un considerevole esercito e dichiarando guerra alla città asiatica. I momenti cruciali di questa guerra sono raccontati da Omero nell'Iliade.

## Il mito

### Origini e nascita
Satnio aveva origini semidivine, dato che suo padre, un pastore di buoi chiamato Enope aveva avuto una relazione amorosa con una Naiade, di cui non si sa il nome. Enope infatti, mentre era intento al suo lavoro sulle rive del Satnioento, un fiume della Troade, aveva intravisto la ninfa che, come racconta Omero, era di una straordinaria avvenenza. Innamoratosene, Enope non pensò ad altro che a stuprarla sul posto, cosicché la ninfa si ritrovò dopo alcuni mesi incinta di Satnio.

### La morte in guerra
Scoppiata la guerra che oppose per ben dieci anni Troiani e Achei, Satnio decise di prendervi parte, intenzionato a difendere la sua patria. Nel corso dei combattimenti nel decimo anno di guerra, il giovane venne preso di mira dal veloce e crudele Aiace d'Oileo, il quale aveva deciso di approfittare della mancanza di Ettore, capitano troiano, ferito dal grande Aiace, per seminare strage nelle file troiane. Il figlio di Oileo balzò dunque contro di loro e trafisse per primo Satnio, al fianco, con la sua lancia. Colpito mortalmente, il giovane guerriero cadde a terra.
(Omero, Iliade, libro XIV, versi 442-448. Traduzione di Rosa Calzecchi Onesti.)
Alla vista del compagno morto, Polidamante, capitano troiano, si vendicò a sua volta trafiggendo con la sua asta Protoenore, un capo acheo, proveniente dalla Beozia.

### Fonti
- Omero, Iliade, libro XIV, versi 442-448.